# قائمة رؤساء قبرص

علم قبرص

منصب رئاسة قبرص هو رئيس الدولة ورئيس حكومة جمهورية قبرص. وقد أنشئ هذا المنصب في عام 1960، بعد حُصول قبرص على استقلالها من المملكة المتحدة. حاليًا، رئيس قبرص هو نيكوس أناستاسيادس. منذ فريدة من نوعها بين الدول الأعضاء في الاتحاد الأوروبي، في قبرص والجمع بين دوري رئيس الدولة والحكومة، مما يجعل قبرص الدولة الوحيدة في الاتحاد الأوروبي مع النظام الرئاسي الكامل من الحكومة.

## رؤساء جمهورية قبرص
| المفاتيح | المفاتيح          |
| -------- | ----------------- |
| †        | توفي في المنصب    |
| §        | منتخب دون معارضة  |
|          | بدون حزب          |
|          | إينيايون          |
|          | الحزب الديمقراطي  |
|          | أكيل              |
|          | التجمع الديمقراطي |

| الرقم | الصورة | الاسم (الميلاد-الوفاة)          | شرط                     | شرط                              | شرط                       | حزب سياسي                   | انتخب                     |
| الرقم | الصورة | الاسم (الميلاد-الوفاة)          | تولى منصبه              | ترك المكتب                       | الوقت في المكتب           | حزب سياسي                   | انتخب                     |
| ----- | ------ | ------------------------------- | ----------------------- | -------------------------------- | ------------------------- | --------------------------- | ------------------------- |
| 1     |        | مكاريوس الثالث (1977-1913)      | 16 أغسطس 1960           | 15 يوليو 1974 (انقلاب قبرص 1974) | 13 سنةً و10 أشهرٍ و29 يومًا  | مستقل                       | 1959 [الإنجليزية] 1968    |
| -     |        | غلافكوس كليريدس (2013-1919)     | 23 يوليو 1974           | 07 ديسمبر 1974                   | 4 أشهرٍ و14 يومًا           | إينيايون                    | –                         |
| 1     |        | مكاريوس الثالث (1977-1913)      | 7 ديسمبر 1974 (استعادة) | 03 أغسطس 1977                    | سنتان و7 أشهرٍ و27 يومًا    | مستقل                       | 1973[§]                   |
| 2     |        | سبيروس كبريانو (1932-2002)      | 03 أغسطس 1977           | 28 فبراير 1988                   | 10 سنواتٍ و6 أشهرٍ و25 يومًا | الحزب الديمقراطي            | 1978 [الإنجليزية][§] 1983 |
| 3     |        | جورج فاسيليو (1931-)            | 28 فبراير 1993          | 28 فبراير 1988                   | 5 سنوات                   | مستقل مدعم بأكيل            | 1988                      |
| 4     |        | غلافكوس كليريدس (1919-2013)     | 28 فبراير 1993          | 28 فبراير 2003                   | 19 سنةً                    | التجمع الديمقراطي           | 1993 [الإنجليزية] 1998    |
| 5     |        | تاسوس بابادوبولوس (1934-2008)   | 28-فبراير-03            | 28 فبراير 2008                   | 5 سنوات                   | الحزب الديمقراطي مدعم بأكيل | 2003                      |
| 6     |        | ديميتريس خريستوفياس (1946-2019) | 28-فبراير-08            | 28 فبراير 2013                   | 5 سنوات                   | أكيل                        | 2008                      |
| 7     |        | نيكوس أناستاسيادس (1946-)       | 28 فبراير 2013          | 28 فبراير 2023                   | 10 سنوات و0 أيام          | التجمع الديمقراطي           | 2013 2018                 |
| 8     |        | نيكوس خريستودوليدس (1973-)      | 28 فبراير 2023          | حالي                             | 2 سنوات و78 أيام          | مستقل                       | 2023                      |